# Шидловецкий, Якуб (Старший)
Якуб Одровонж Шидловецкий (пол. Jakub Szydłowiecki (starszy); 2-я половина XIV века — между 1433 и 1436 годом) — польский можновладец, рыцарь и владелец Шидловца.

## Биография
Представитель польского шляхетского рода Одровонж и родоначальник рода Шидловецких герба «Одровонж».
Якуб Одровонж Шидловецкий, приняв участие в Грюнвальдской битве, снискал славу «храброго рыцаря». Скорее всего, он служил в краковской придворной хоругви, то есть в личной гвардии короля Владислава Ягелло. Это знамя вел Якуб из Спровы, герб Одровонж, родственник Якуба Шидловецкого.
В 1412—1423 годах Якуб Шидловецкий был дворянином епископа краковского Войцеха Ястшембеца.
Первая семья Шидловецких, вероятно, занимала два отдельных поместья, хотя они никогда не делили город и прилегающие к нему поместья, которыми управлял Славко — брат Якуба. Якуб Шидловецкий, будучи придворным краковского епископа, не был очень частым гостем в Шидловце. После окончания службы Якуб, скорее всего, переехал в город, расположенный недалеко от селения, в заводях реки Корженювки.

## Деятельность
Первой семьей Одровонж, носившей фамилию Шидловецкие, скорее всего, были братья Якуб и Славко. Самое старое упоминание о них появилось в документе от 1401 года, в котором они назывались «Братья и наследники Шидловца».
Якуб и его брат в 1401 году основали приход и деревянную церковь, посвященную Святому Зигмунту. Основанной приходской церкви они подарили четыре гектара земли, пруд с рыбой, луг, лес с ульями, два постоялых двора и десятину из пяти деревень, в том числе Шидловца.
8 февраля 1427 года Якуб и Славко определили права и обязанности горожан Шидловца по примеру Сандомира. Горожане должны были платить владельцам города по одному грошу за дом, столько же за пивоварение и подачу пива и по два гроша за каждый сад. Ремесленникам приходилось платить копейку за мастерскую, а суконщикам приходилось платить за валяние и суконные каркасы. Горожане также были обязаны платить наследникам по 6 денариев за каждый штраф и в случае войны предоставить лошадь стоимостью 3 штрафа. Взамен они получили лес Карва, расположенный за приходским прудом, а также дубовый лес и другие пустыри для использования под пастбища. Им также было разрешено избрать двух советников; следующие двое были назначены владельцами города.
В 1433 году братья Якуб и Славко совместно подарили Шидловецкому приходу еще пять постоялых дворов, расположенных в Шидловце, а также выделили костелу одну копейку из своих десяти. Они также пожертвовали часть леса с пасекой и землю, расположенную между рекой Коженювкой и Волей Шидловецкой.

## Владения
Якуб Шидловецкий был наследником имения Шидловец рода Одровонж, в который входили следующие города: Новый Шидловец, Старый Шидловец, Цехостовице, Шидлов, Воля Корженева, Грабова, Дзюрув, Погоже, Хлевиска, Скаржиско Ксенженце и Предоцинек.
Помимо поместья Шидловец, Якубу принадлежала также деревня Демба, которую он заложил в 1414 году Станиславу Мазуру из Лазнево на шесть лет.
До 1412 года Шидловцем управляли Якуб, Славко и Малгожата. В 1413 году братья купили у своей сестры Малгожаты, жены Петра из Тулковице, ее наследственная часть Шидловца. После смерти Славека Шидловец перешел в собственность Якуба, поместье которого унаследовали его сыновья.

## Генеалогия
Якуб Шидловецкий был сыном неизвестного члена рода Одровонж, и братом Славека и Малгожаты.
Он женился на родственнике епископа Войцеха Ястшембица, с в этом союзе родились три сына и девять дочерей. Одну звали Барбарой, но имена остальных дочерей неизвестны. Старшим сыном был Станислав, вторым сыном был Пётр, а третьим был Николай.
Якуб Шидловецкий умер вслед за своим братом Славеком, между 1433 и 1436 годом. В 1433 году братья выдали документ для церкви в Шидловце, а в 1436 году — польский король Владислав III Варненчик, предоставляющий городу право устраивать ежегодную ярмарку на день Святого Сигизмунда, сделал это по просьбе сыновей Якуба — братьев: Петра, Станислава и Николая Шидловецких.